# Бій біля Борисполя (1920)
Бій біля Борисполя відбувся 2 червня 1920 року між військами Польщі та Радянської Росії. Бій став частиною контрнаступу польських військ, що розпочався 27 травня.

## Історія бою
Після захоплення Києва більшовиками, що сталося у лютому 1919 року, на початку травня 1920 року польські 2-ї та 3-ї армії та українські війська Дієвої армії УНР було зосереджено навколо Києва, уздовж річки Дніпро. Їм удалося створити лише невеликий плацдарм на східному березі річки. Не зважаючи на те, що атаку Першої кінної армії Будьоного було відбито, все ще залишався ризик втрати польсько-українськими військами цього плацдарму. Таку загрозу становила 12-та червона армія, що дислокувалася біля Києва. Тому поляками було вирішено завдати упереджувального удару та знищити війська ворога до їхнього нападу.
Польські війська переправились через Дніпро поблизу села Витачів на баржах та були готові до несподіваного нападу на червоних. Рано вранці 2 червня 1920 року 1-й стрілецький корпус Війська Польського розпочав атаку Борисполя, де в той час 58-а стрілецька дивізія Червоної армії вже готувалася до нападу. Не зважаючи на кількісну перевагу червоноармійців, польсько-українському з'єднанню вдалося здобути перемогу. Сам бій тривав недовго, оскільки після короткої перестрілки більшовики відійшли на схід. Інформація про втрати з обох сторін не відома.